# Carlo Gaudenzio Madruzzo
Charles Gaudence Madrus (italianisé en Carlo Gaudenzio Madruzzo) (né au château d'Issogne, en Vallée d'Aoste, en 1562, et mort à Rome le 14 août 1629) est un cardinal italien du XVIe siècle. Il est un grand-neveu du cardinal Cristoforo Madruzzo (1542) et un neveu du cardinal Ludovico Madruzzo (1561).

## Biographie
Charles Gaudence Madrus (Carlo Gaudenzio Madruzzo) est né à Issogne, dans le Val d'Aoste, en 1562, de Giovanni Federico et Isabella di Challant, de la branche des comtes d'Issogne. La famille de son père était liée à la noblesse tyrolienne .
Après avoir étudié chez les jésuites à Ingolstadt de 1577 à 1582, il suit des cours de droit à Pavie et obtient un doctorat in  utroque iure. En 1581, il reçoit la tonsure.
Charles Gaudence Madrus est abbé commendataire du couvent de Saint-Christophe à Nice Montferrat, abbé commendataire de Saint-Paul de Besançon et prévôt puis prieur de la Collégiale de Saint-Ours à Aoste, jusqu'en 1616. Il est aussi chanoine à Trente et Augsbourg.
En 1595 il est nommé archevêque titulaire de Smirne et adjoint de son oncle Ludovico Madruzzo comme évêque de Trente. Il succède en 1600.
Mgr Madrus est créé cardinal par le pape Clément VIII lors du consistoire du 9 juin 1604. Le cardinal Madrus participe aux deux conclaves de 1605 (élection de Léon XI et de Paul V), de 1621 (élection de Grégoire XV) et de 1621 (élection d'Urbain VIII).
Il est mort à Rome le 14 août 1629 et a été enterré à l' église Sant'Onofrio al Gianicolo.